# آندل
آندل (به فرانسوی: Andelle) یک رود در فرانسه است که در سن-ماریتیم واقع شده‌است.